# Florian Piekarski
Florian Piekarski (ur. 1868 w Słonimie, zm. 20 lutego 1919 w Warszawie) – polski malarz.
Naukę rozpoczął w prowadzonej przez Wojciecha Gersona Warszawskiej Klasie Rysunkowej, w 1899 wyjechał do Krakowa i rozpoczął naukę w tamtejszej Szkole Sztuk Pięknych pod kierunkiem Leona Wyczółkowskiego. Podczas nauki był uczestnikiem organizowanych przez Jana Stanisławskiego warsztatach i plenerach, krytycy sztuki nazywali Floriana Piekarskiego jednym z najwybitniejszych uczniów tego malarza. Naukę ukończył w 1904, od 1905 regularnie wystawiał swoje prace w Towarzystwie Zachęty Sztuk Pięknych. W 1908 razem z Franciszkiem Łubieńskim wykonał na zlecenie Stanisława Graeve cykl obrazów przedstawiających budownictwo ludowe, stroje i folklor okolic Sieradza. Przed wybuchem I wojny światowej Florian Piekarski wyjechał do Francji, podróżował po prowincji tworząc liczne pejzaże, okresowo przebywał też w Szwajcarii. Powrócił do kraju i zmarł w 1919 w Warszawie.
Florian Piekarski był twórcą niewielkich nastrojowych pejzaży i portretów; pozostawił ogromną spuściznę malarską, na którą składały się setki pejzaży i studiów portretowych, jednak spuścizna ta uległa niemal całkowitemu rozproszeniu; jego obrazy znajdują się w zbiorach Muzeum Okręgowego w Sieradzu, Lwowskiej Galerii Sztuki i Wileńskiego Państwowego Muzeum Sztuk Pięknych.

Reprodukcje prac na pocztówkach
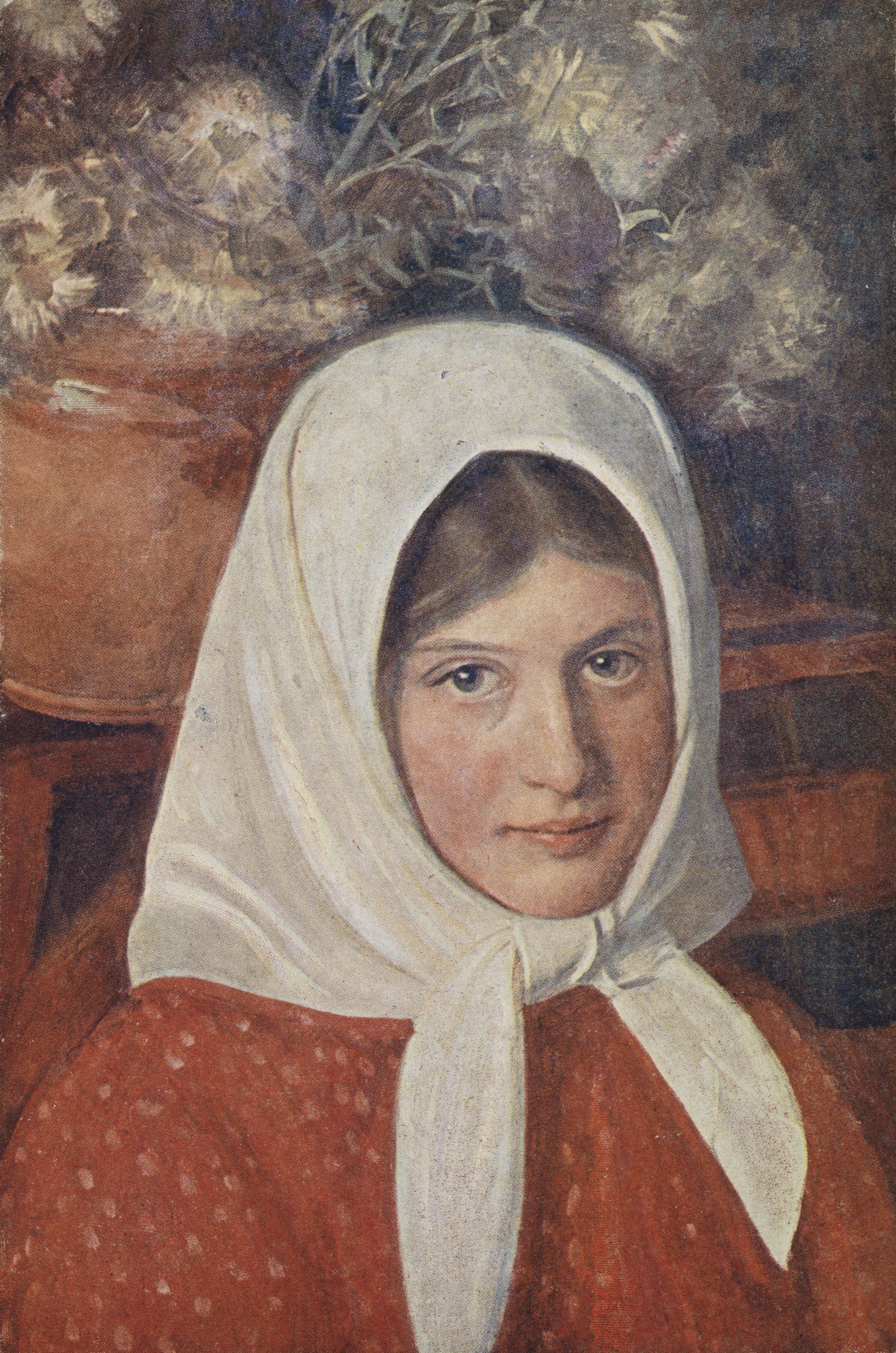
Dziewczyna z Kowieńskiego
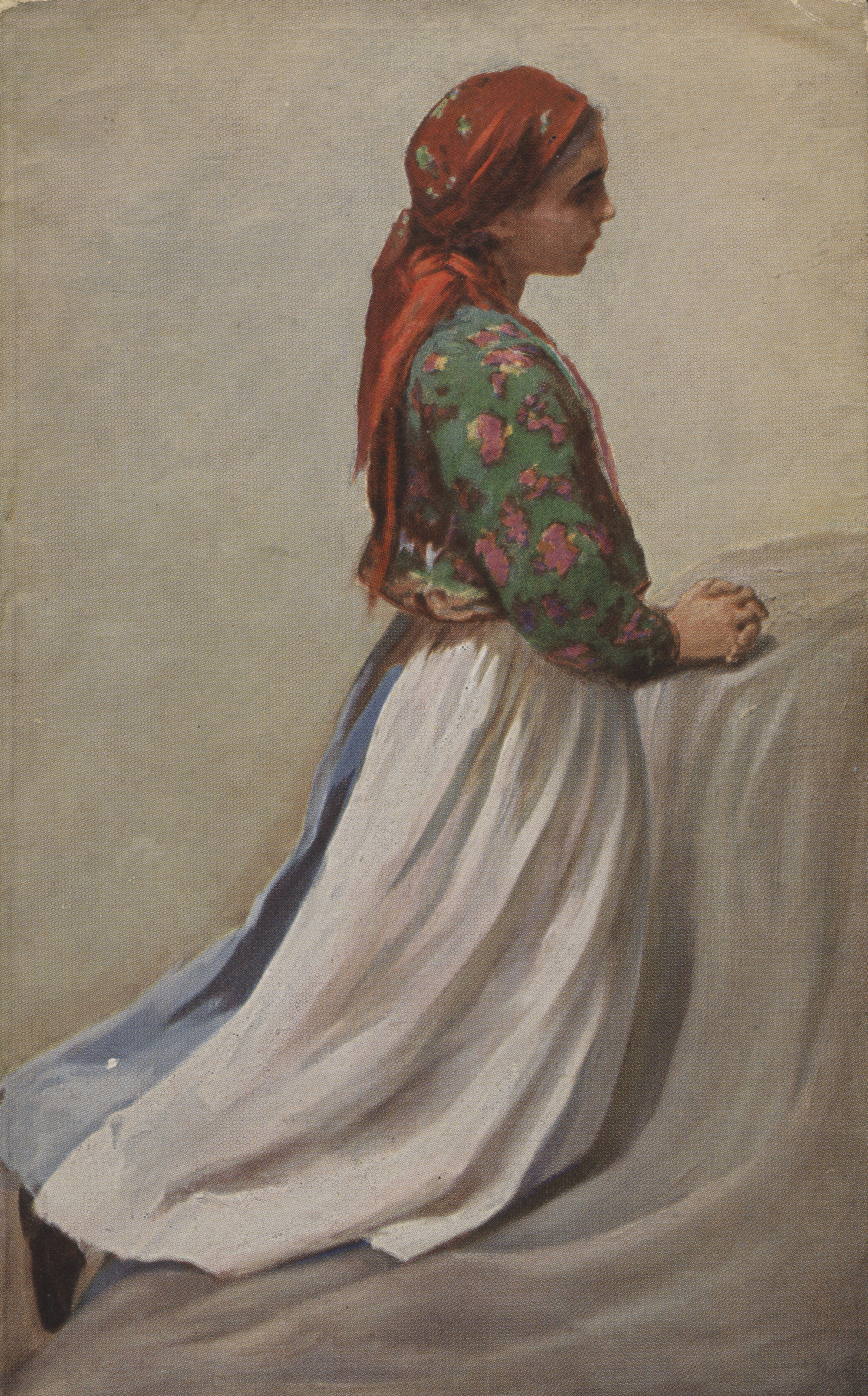
Modlitwa
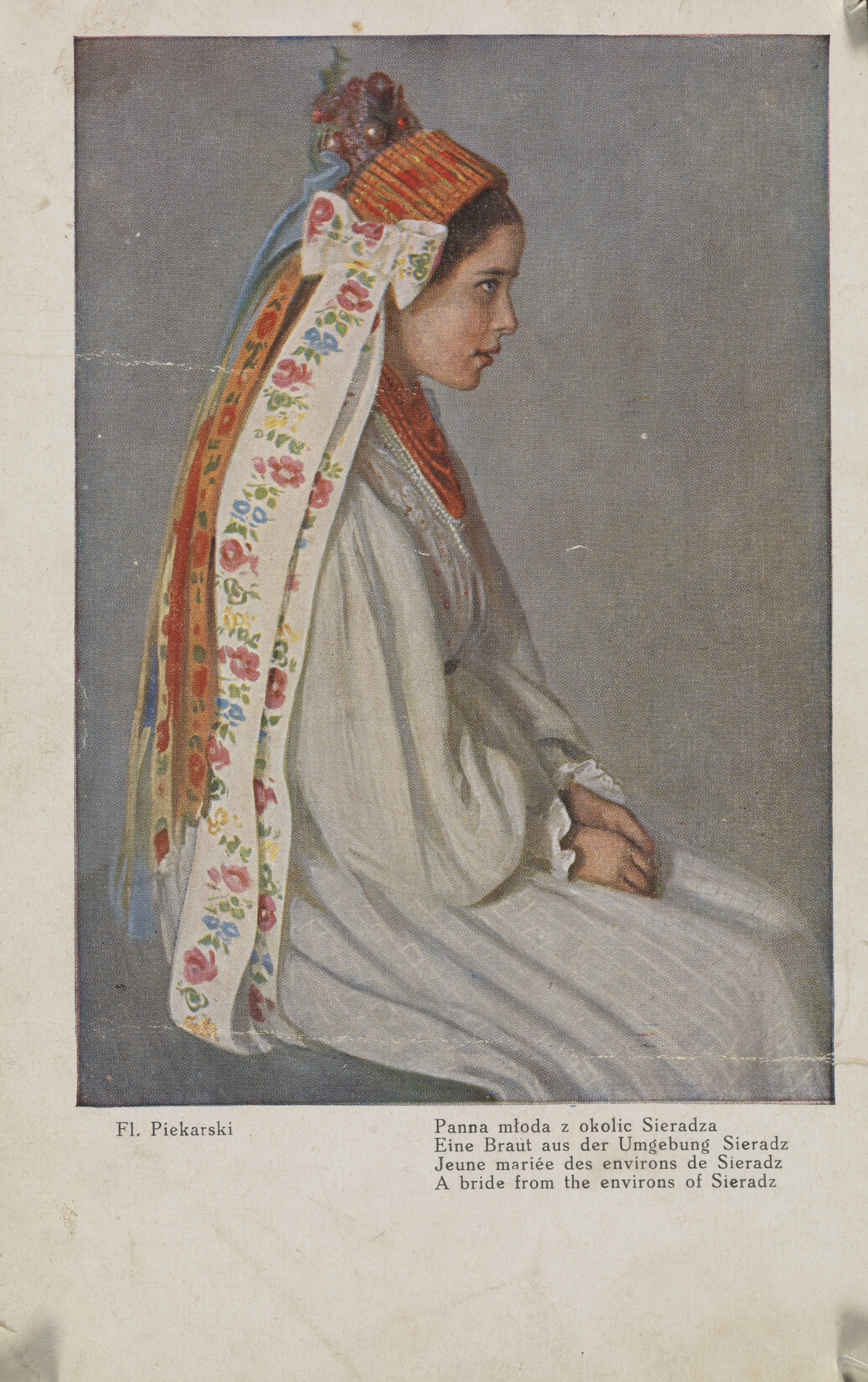
Panna młoda z okolic Sieradza
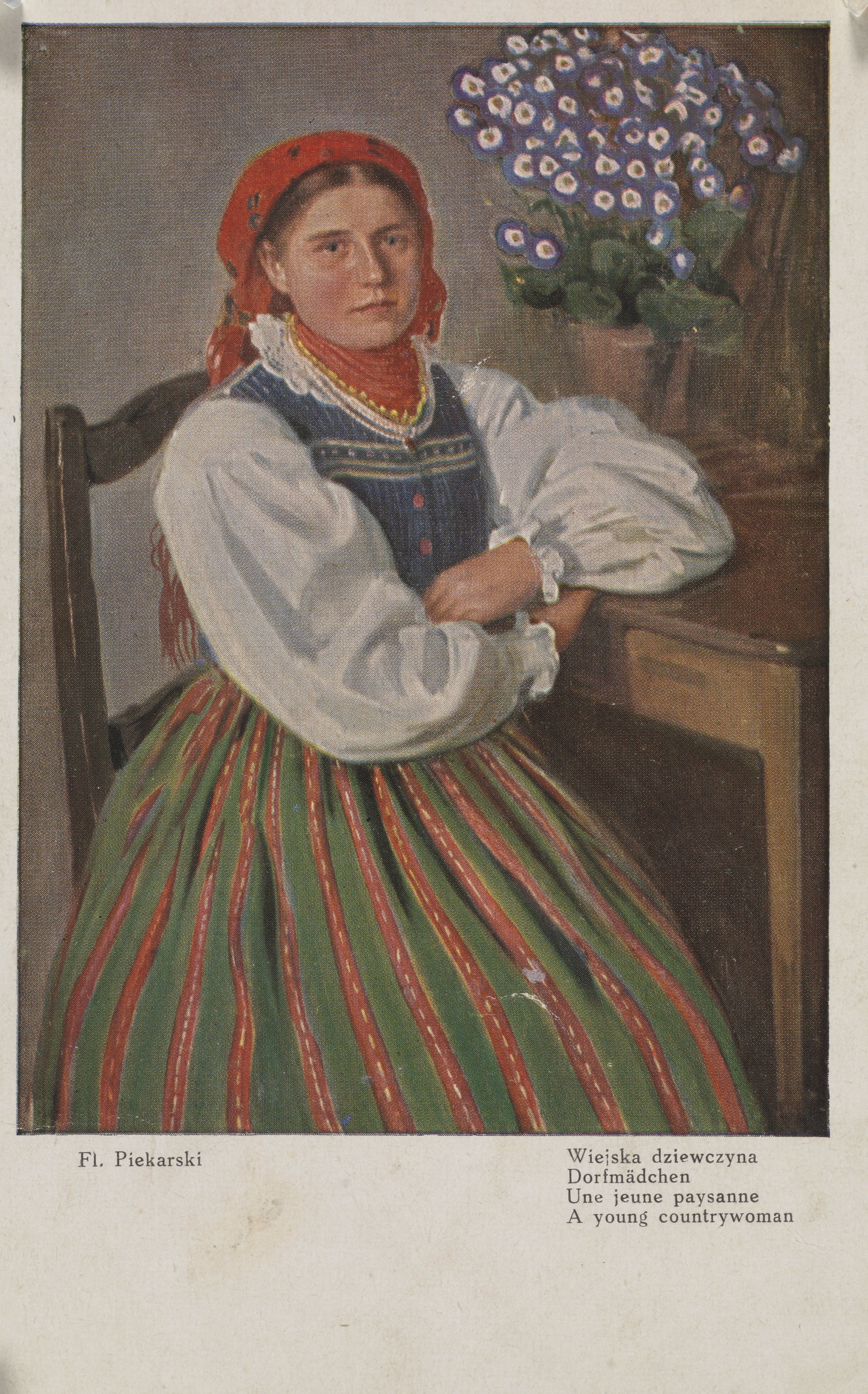
Wiejska dziewczyna
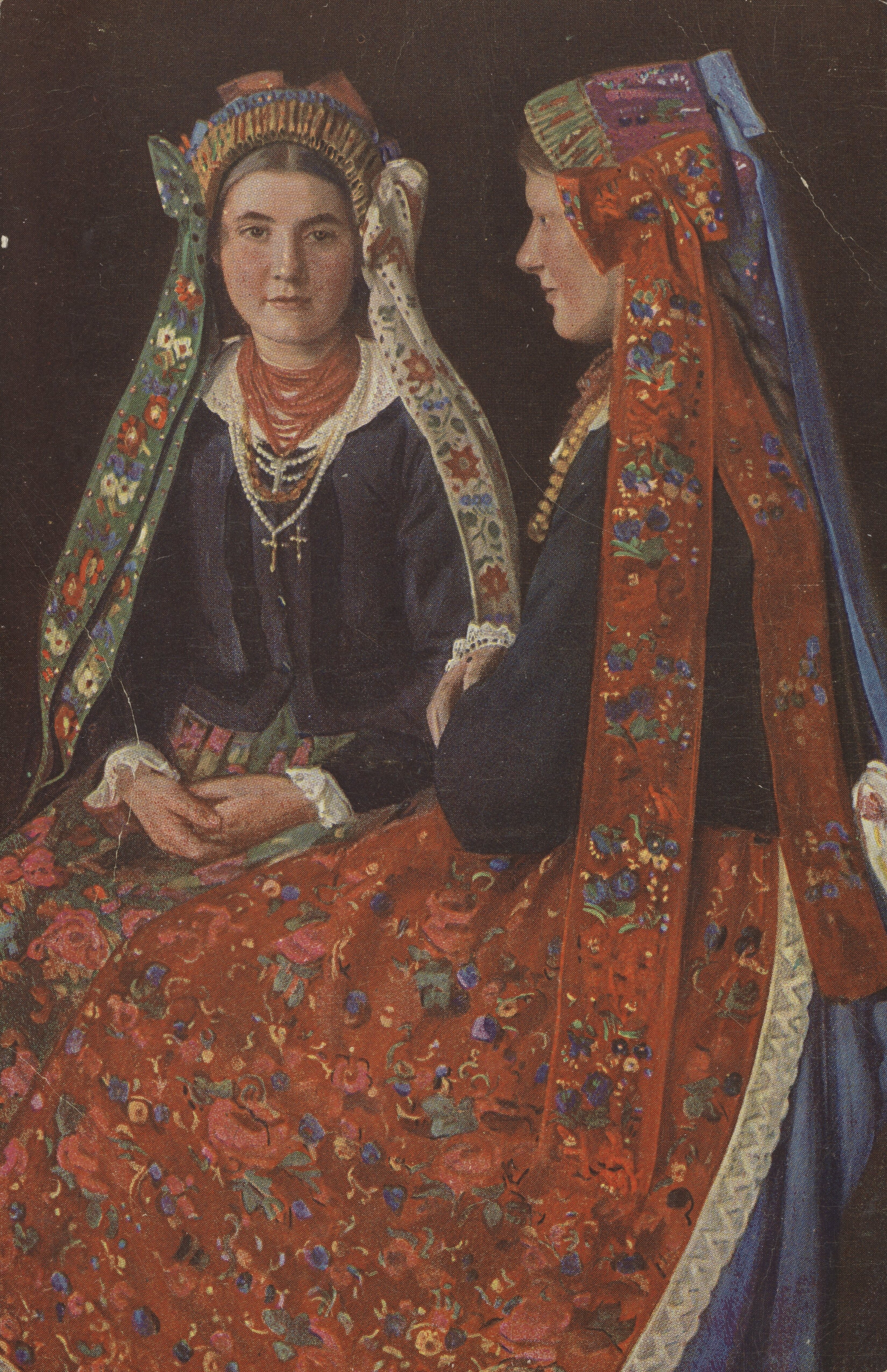
Druchny weselne
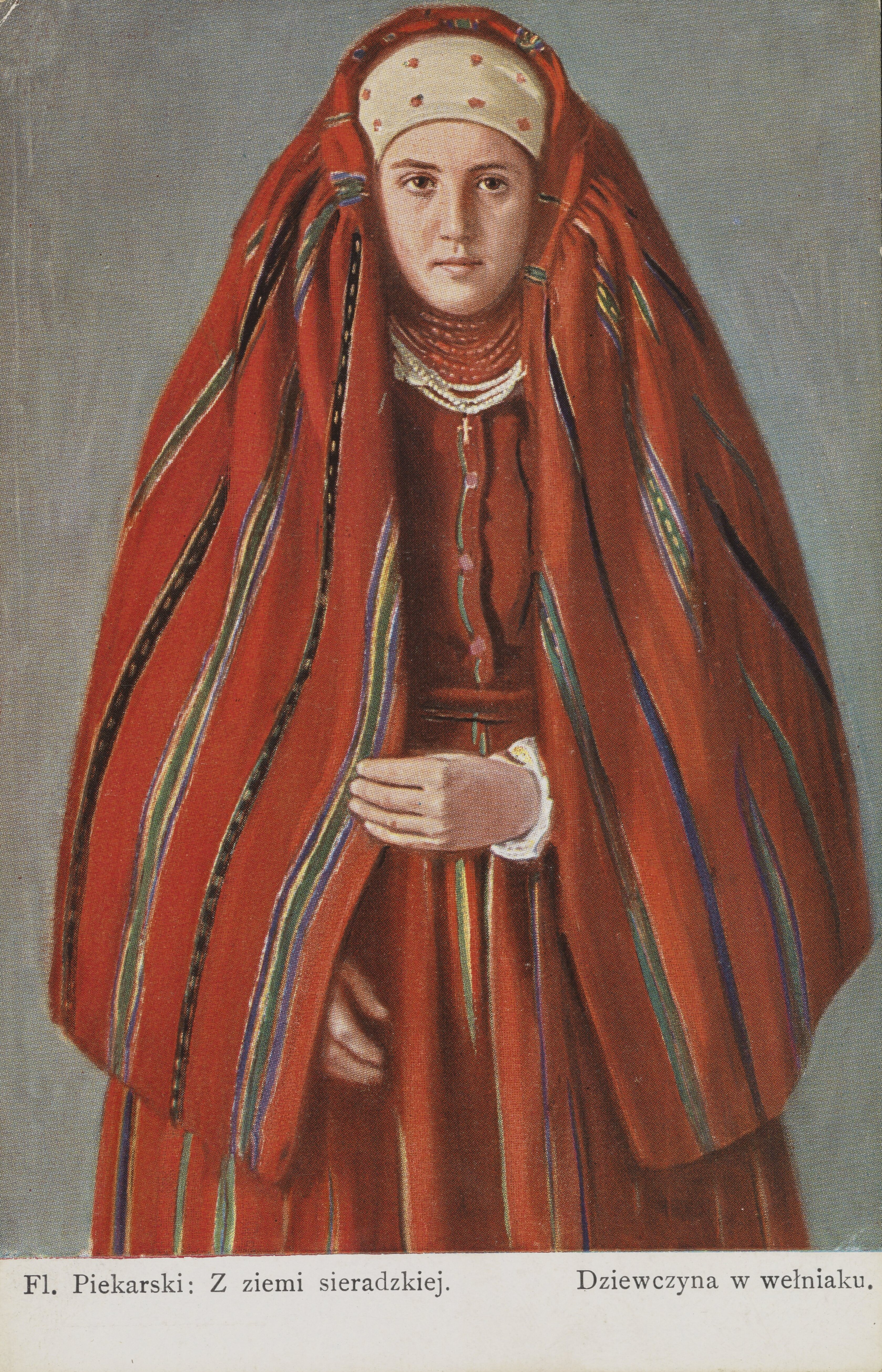
Dziewczyna w wełniaku
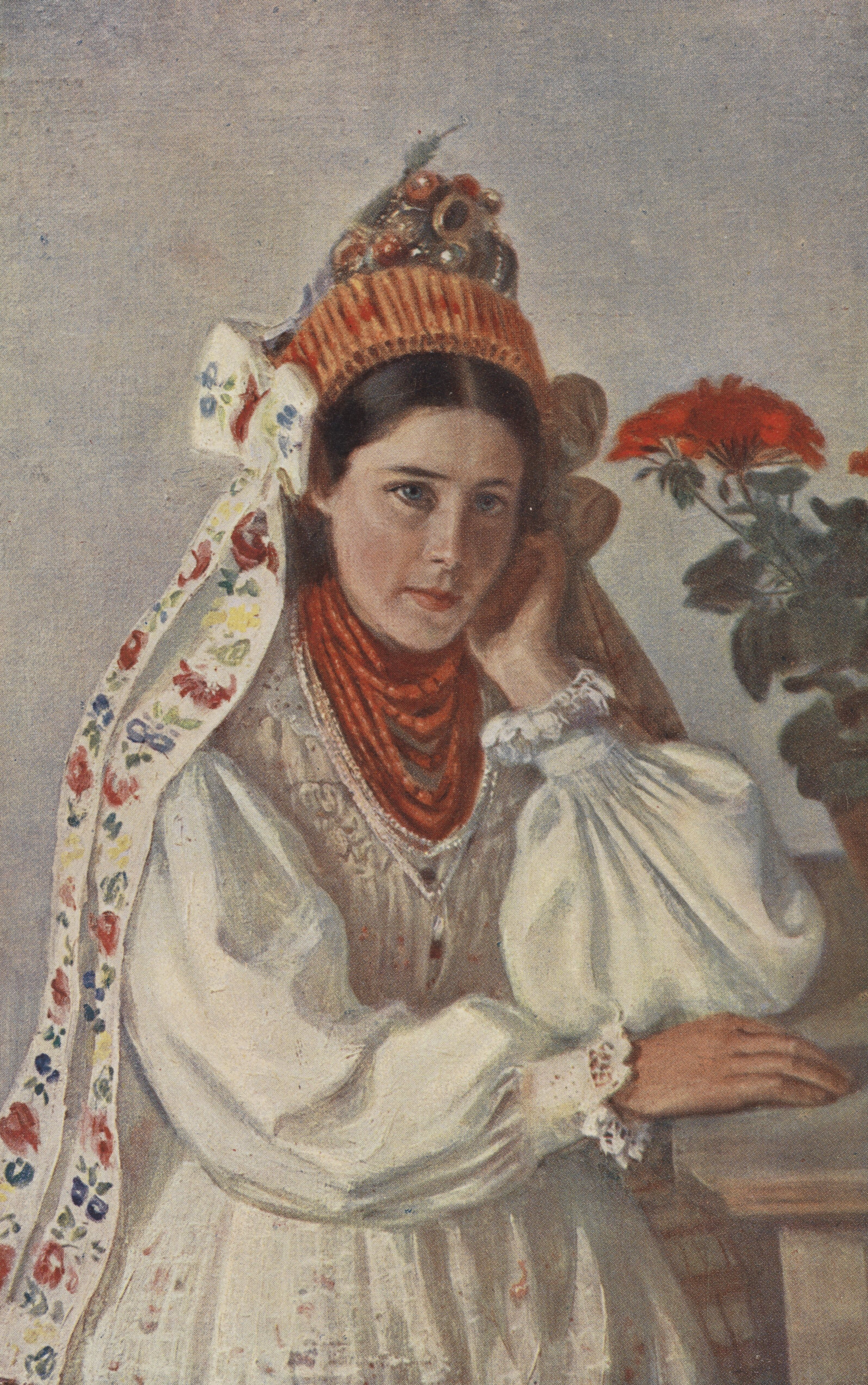
Panna młoda
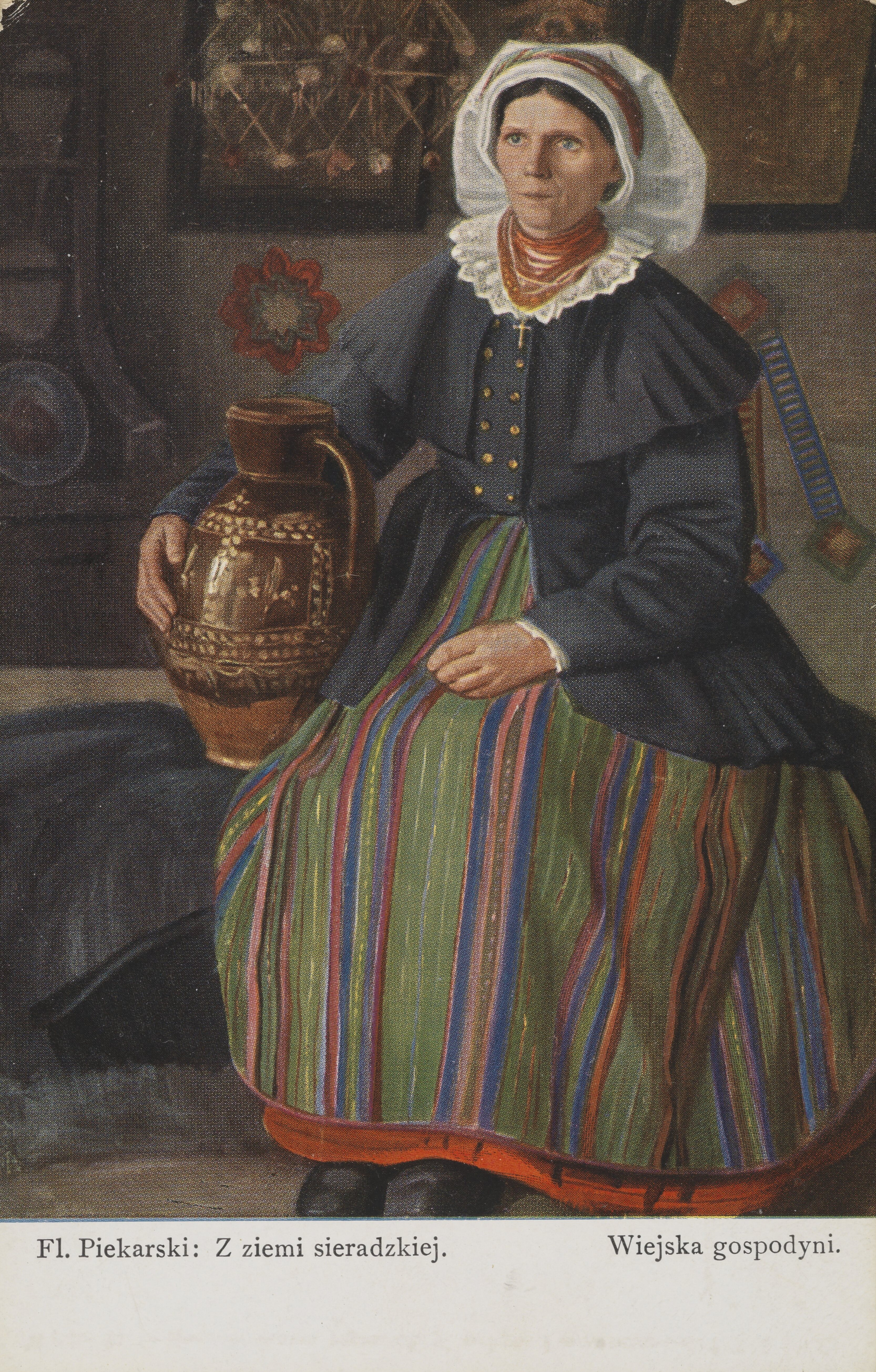
Wiejska gospodyni
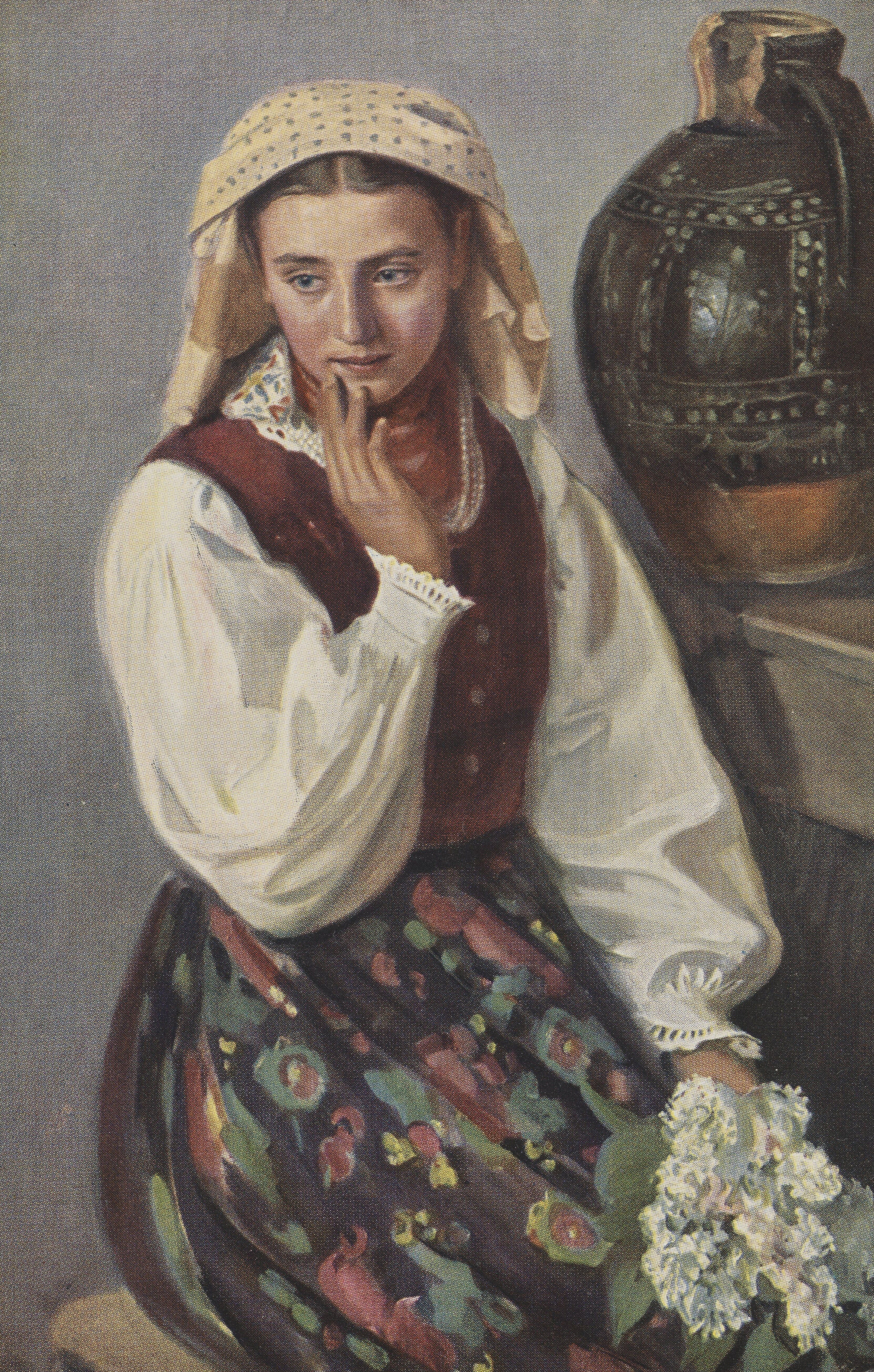
Stłuczony dzbanek
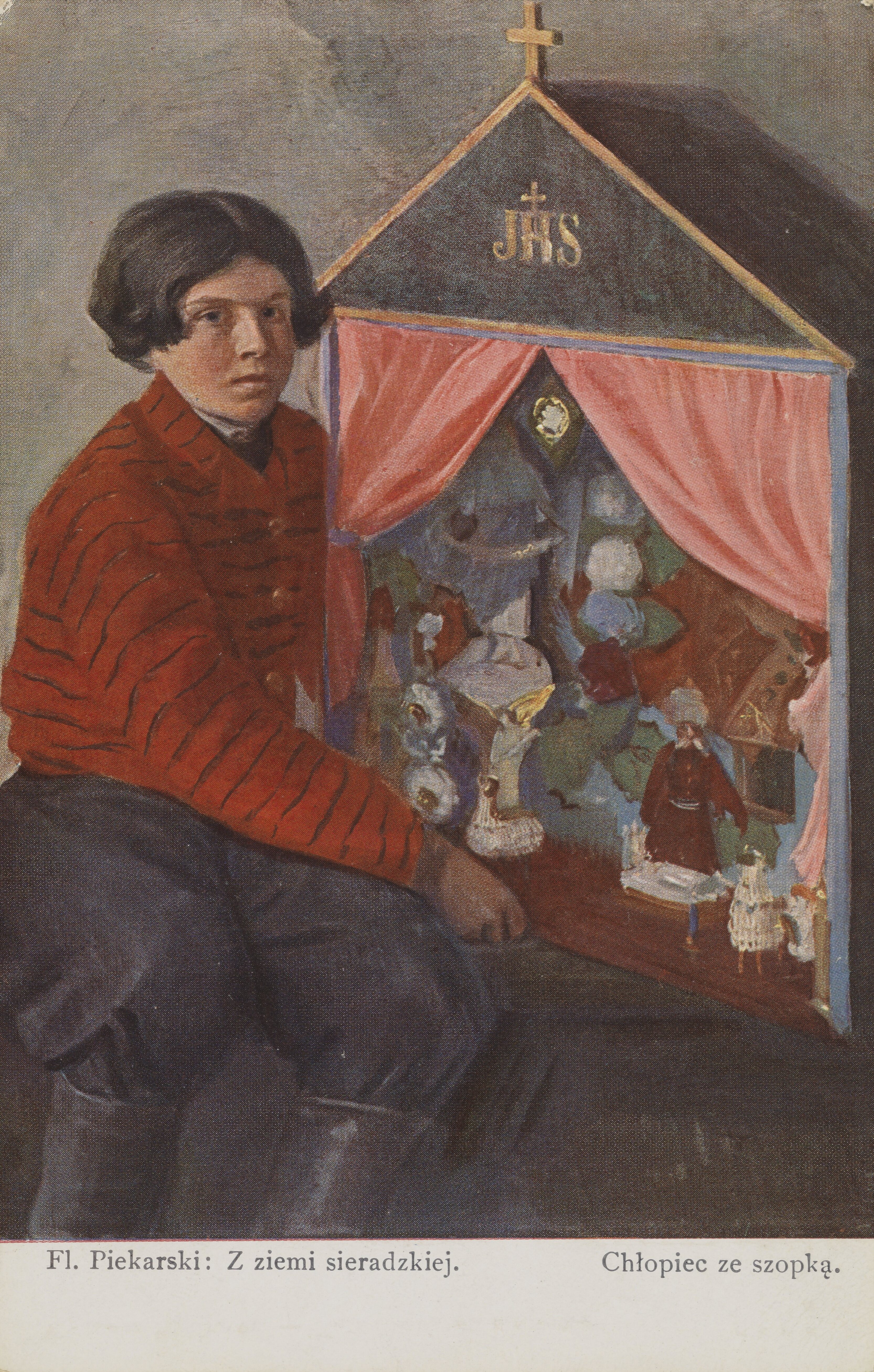
Chłopiec ze szopką
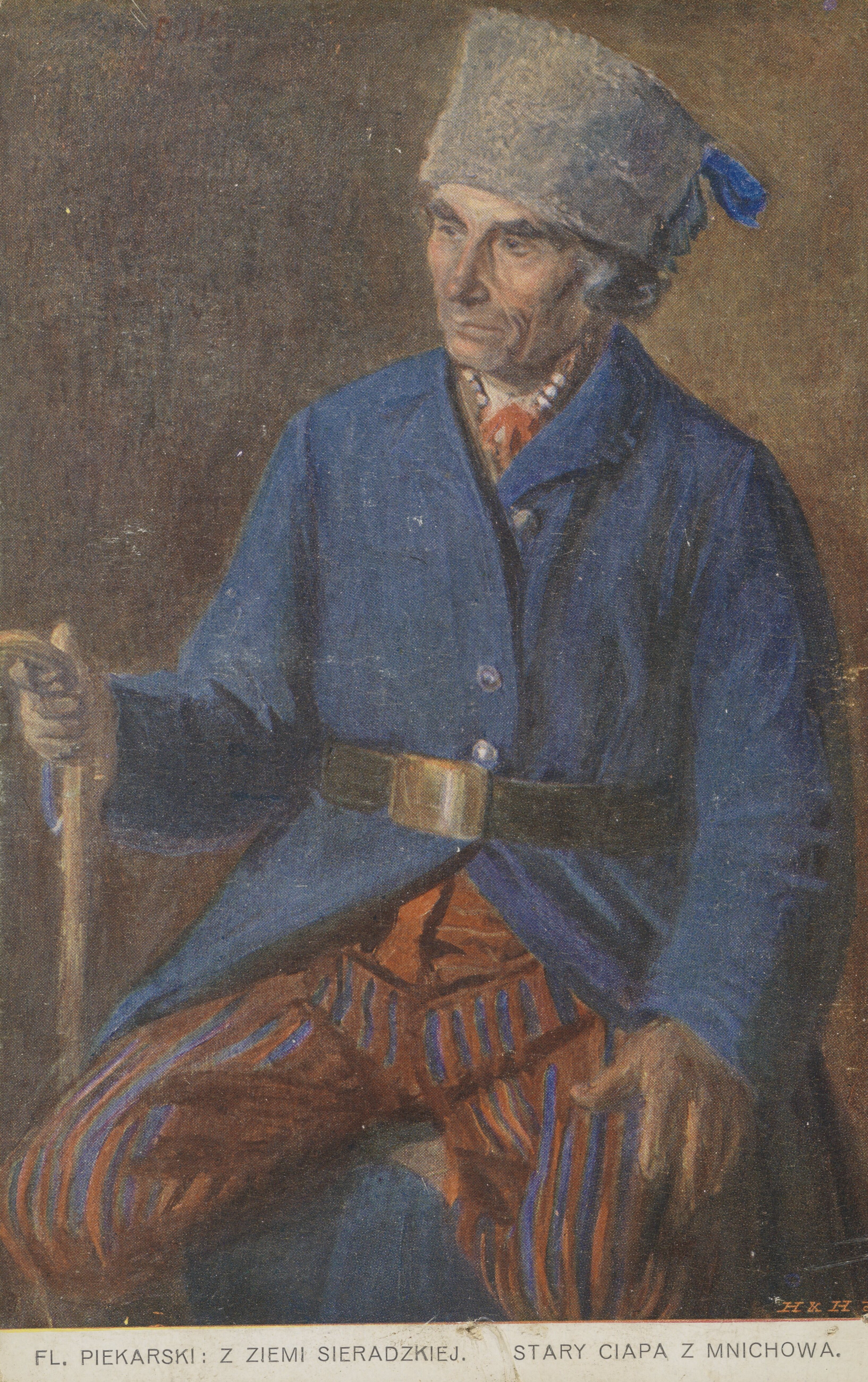
Stary Ciapa z Mnichowa
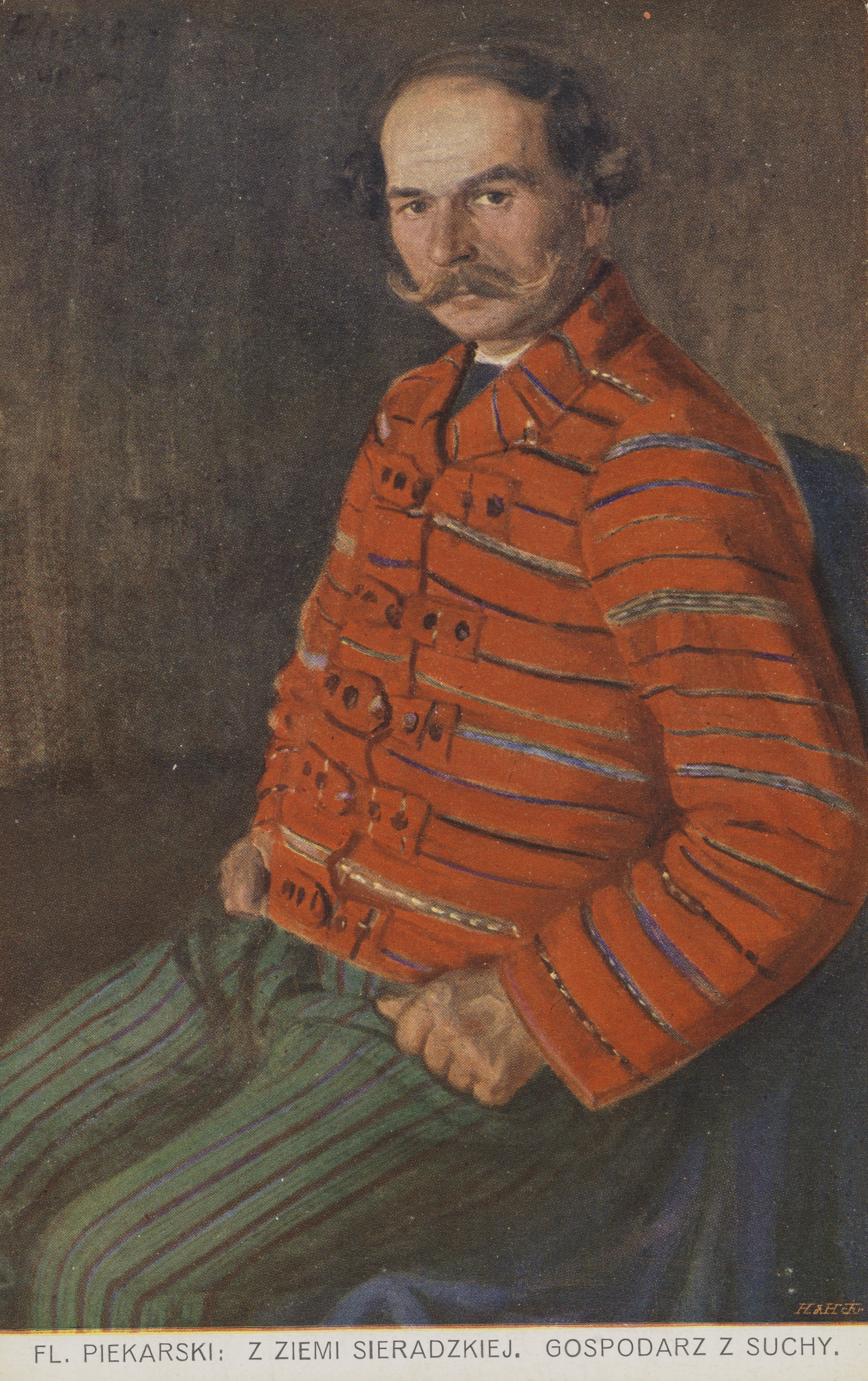
Gospodarz z Suchy